# I2P
Invisible Internet Projekt (I2P) je v informatice název pro anonymní počítačovou síť a darknet. Aplikacím umožňuje pseudonymní a bezpečnou výměnu zpráv, anonymní procházení stránek na internetu (webu), chatování, blogování a přenos souborů. Software, který implementuje tuto vrstvu, se nazývá I2P router a počítač se spuštěným I2P klientem je nazýván I2P uzel.
Tento software je pod několika licencemi zdarma a k dispozici jsou i zdrojové kódy (anglicky open source). Jméno I2P je odvozeno z Invisible Internet Project, které je v pseudo-matematické notaci, reprezentováno jako I2P.

## Technický design
I2P je beta software od roku 2003. Vývojáři zdůraznili, že by se mohly objevit chyby v softwaru a nebyla dostatečně zkontrolována jejich práce. Nicméně již věří, že jejich kód je stabilní a dobře navržený a větší publicita může pomoci k vývoji I2P.
Sama síť je přímočaře založena na zasílání zpráv (stejně jako IP protokol), ale kromě toho má možnost využít knihovnu pro spolehlivou video komunikaci (podobné jako TCP, přestože od verze 0.6 je zde nový UDP založen na SSU přenosu). Celá komunikace je od začátku do konce zašifrována (ve výsledku jsou při posílání zpráv použity 4 šifrovací vrstvy) a dokonce koncové uzly („cílová místa“) jsou kryptografické identifikátory (v podstatě pár veřejných klíčů), takže ani odesílatel, ani příjemce zprávy nemusí odhalit svoji IP adresu druhé straně nebo pozorovateli.
I když spousta vývojářů byla součástí Neviditelného IRC projektu (IIP) a Freenet komunity, jsou tu podstatné rozdíly v jejich designech a konceptech. IIP byla anonymně centralizovaný IRC server. Freenet je cenzuře odolné rozdělené datové úložiště. I2P je anonymní peer-to-peer rozdělená komunikační vrstva navržená k použití jakékoli tradiční internetové služby (např. Usenet, email, IRC, sdílení souborů, Web hosting a HTTP, Telnet), stejně dobře jako více tradiční distribuované aplikace (např. rozdělené úložiště dat, webové proxy sítě využívající Squid nebo DNS).
Spousta vývojářů I2P jsou známí pouze pod svými pseudonymy. Zatímco předchozí hlavní vývojář, jrandom, si momentálně[kdy?] dopřává odpočinek, ostatní, jako např. zzz, killyourtv a Complication, stále pokračují ve snaze vedení vývoje za asistence mnoha přispěvatelů.

## Software
Od té doby, co je I2P anonymní síťovou vrstvou, je navrhován tak, aby ho jiné programy mohly využívat pro anonymní komunikaci. Proto jsou tu už mnohé nástroje přístupné pro I2P nebo pro vývoj. I2P router (směrovač) je ovládán skrz routerovou konzoli, která je webově přístupná přes webový prohlížeč.

### Všeobecně o síti
- I2PTunnel je aplikace vestavěná v I2P, která umožňuje libovolným TCP/IP aplikacím komunikovat přes I2P řízenými „tunely“, které mohou být přístupné spojením s předurčenými porty na localhostu.
- SAM (Simple Anonymous Messaging, česky Jednoduché Anonymní Posílání zpráv) je protokol, který umožňuje uživatelské aplikaci napsané v jakémkoli programovacím jazyce komunikovat přes I2P, pomocí socket-based interface k I2P routeru.[4]
- BOB (Basic Open Bridge, česky Základní Otevřený Most) je méně složitá aplikace k routerovému protokolu podobná k „SAM“.[5]
- Orchid je zásuvný modul outproxy pro Tor

### Chat
- Jakýkoli IRC klient vytvořený pro Internet Relay Chat funguje, jakmile se jednou připojí na I2P IRC server (na localhostu).

### Sdílení souborů
- Pár programů poskytuje BitTorrentovou funkčnost pro použití v I2P síti. Uživatelé se nemohou připojit k torrentům, které nepatřící pod I2P síť, nebo je sdílet uvnitř I2P. Také není možné připojení nebo sdílení torrentů, které jsou v síti I2P, zvenčí I2P. I2PShark, obsažen v I2P instalačním balíčku, je port v BitTorrent klientu zvaný Shark. Vuze, kdysi známý jako Azureus, je BitTorrent klient zahrnující plugin (zásuvný modul) pro I2P, který umožňuje anonymní proudění skrz tuto síť. Tento plugin je pořád v počáteční fázi vývoje, nicméně je už celkem stabilní. I2P-BT je BitTorrentový klient pro I2P, který umožňuje anonymní proudění pro sdílení souborů. Tento klient je upravenou verzí originálního programu BitTorrent 3.4.2, který běží na MS Windows a většinou dialektů Unixu v GUI (Grafické uživatelské rozhraní) a také v prostředí příkazové řádky. Byl vyvinut jednotlivcem známém jako 'duck' na I2P ve spolupráci s 'smeghead'. Dnes už není aktivně vyvíjen. Nicméně je tu malá snaha o upgrade I2P-BT klienta, ačkoli není tak dobrý jako vydání BitTorrent 4.0. I2PRufus je I2P port z Rufus BiTorrent klient.[6] Robert (P2P Software) je nejvíce aktivně udržovaná I2PRufus větev. A také tu je "I2P-Transmission".
- iMule (Invisible Mule) je port eMule pro I2P síť. iMule je vytvořen pro anonymní sdílení souborů. Rozdíl oproti ostatním eDonkey klientům je, že iMule používá pouze Kademlia pro řízení připojení skrz I2P síť, takže nejsou potřeba žádné servery.
- I2Phex je port populárního Gnutella klienta Phex na I2P. Je stabilní a vcelku funkční.
- Port Tahoe-LAFS byl vložen do I2P. Umožňuje, aby soubory byly anonymně uloženy v Tahoe-LAFS mřížce.

### Email
- Bitmessage.ch může být použit přes I2P nebo Tor.
- I2P má volně dostupnou pseudonymní emailovou službu běžící jednotlivě, zvanou Postman. Susimail je webový emailový klient určený především pro použití s Postmanovými emailovými servery a je navržen v duchu bezpečnosti a anonymity. Susimail byl vytvořen pro adresování soukromých zájmů u používání těchto serverů přímým užíváním tradičních emailových klientů, tak jako únik uživatelova jména, zatímco komunikuje s SMTP serverem. Tento klient je momentálně obsažen v základní I2P distribuci a lze ho zpřístupnit skrz I2P routerové konzolové webové rozhraní. Mail.i2p se může spojit s oběma jak I2P emailovými klienty přes user@mail.i2p tak s veřejnými internetovými emailovými uživateli z adresy user@i2pmail.org.
- I2P-Bote je plně decentralizovaný a rozdělený emailový systém. Podporuje rozdílné totožnosti a neodhaluje emailové hlavičky. V roce 2015 se pořád nacházel v beta verzi a je zpřístupněn přes rozhraní webové aplikace nebo IMAP a SMTP protokol. Všechny „bote-emaily“ jsou jasně skrz naskrz zašifrovány a eventuálně podepsány odesílatelovým soukromým klíčem, tudíž to odstraňuje potřebu PGP nebo jiný šifrovací program. I2P-Bote poskytuje dodatečnou anonymitu díky umožnění použití emailového přenosu o proměnlivé délce odezev. Jak je decentralizován, neexistuje emailový server, který by mohl odkazovat na odlišnou emailovou identitu, tak komunikaci mezi nimi (profiling): Dokonce uzly, přenášející emaily, neznají odesílatele a jsou oddělené od odesílatele a příjemce. Jenom konec největší odezvy emailové trasy a ukládací uzly budou vědět, komu (jakýkoli I2P uzel - uživatelova IP adresa je pořád skryta pomocí I2P) je email určen. Původní odesílatel mohl jít už dávno offline, předtím než se stal email přístupným druhé straně. Není potřeba registrovat žádný účet, vše co je potřeba udělat pro správné použití je nainstalovat, připojit se a vytvořit novou identitu. I2P-Bote může být nainstalován jako I2P plugin.[7]

## Instant Messaging
- I2P-Messenger je jednoduchá Qt-báze bez serveru, end-to-end (koncové) šifrování okamžitý messenger pro I2P. Žádné servery se nemohou připojit do uživatelské konverzace. Bez použití ISP se mohou také připojit do konverzace s užiatelem, kdykoliv a na jak dlouho. Bez použití serveru I2P může využít end-to-end šifrování a zabránit tak jakémukoliv uzlu mezi oběma stranami v přístupu k textu. I2p-messenger může být plně použit k anonymní komunikaci s osobami které nezná., nebo alternativně použit k bezpečné komunikaci s přáteli, rodinou nebo kolegy. Kromě zpráv je také podporován přenos souborů.
- I2P- talk je další jednoduchý okamžitý messenger, který je neslučitelný s I2P-Messengerem, ale má stejné ochranné prostředky.

## Publikování
- Syndie je applikace pro rozdělování obsahu která podporuje blogy, diskuzní skupiny, fóra pro I2P, který je použitelný prostřednictvím sítě Tor a pro nešifrované weby.

## Směřovače
- I2PBerry je distribuce pro linux, která může být použita jako směrovač pro šifrování a síť tras pro provoz přes I2P sítě.